# Timothy J. Keller
Timothy J. Keller, conosciuto come Tim Keller (Allentown, 23 settembre 1950 – New York, 19 maggio 2023), è stato un teologo e saggista statunitense.

## Biografia
Keller conseguì il bachelor of arts alla Bucknell University nel 1972. Nel periodo universitario decise di dedicarsi a studi di teologia. Allevato nella religione luterata, si convertì alla Chiesa Presbiteriana. Nel 1975 conseguì il Master of Divinity al Gordon-Conwell Theological Seminary e nello stesso anno fu consacrato pastore della Chiesa presbiteriana. Durante il periodo del seminario conobbe la futura moglie Kathy, da cui ebbe tre figli. Keller si trasferì con la famiglia in Virginia, dove esercitò il suo ministero per nove anni. Durante questo periodo continuò i suoi studi e nel 1981 ottenne il Doctor of Ministry al Westminster Theological Seminary di Filadelfia, dove nel 1984 fu nominato professore aggiunto di teologia pratica. Nel 1989 fu inviato a New York per fondare a Manhattan la Redeemer Presbyterian Church. Keller inoltre fondò Hope for New York, un'organizzazione senza scopi di lucro che manda volontari e sovvenzioni a ministri e organizzazioni religiose che operano a favore dei poveri della città. Fu molto attivo nella diffusione e della difesa della fede cristiana. Scrisse più di venti libri.
Keller è morto nel 2023 per un tumore pancreatico.

## Libri pubblicati
- Resources for Deacons: Love Expressed through Mercy Ministries (Christian Education and Publications, 1985)
- Ministries of Mercy: The Call of the Jericho Road (P&R Publishing, 1997)
- Church Planter Manual (Redeemer Presbyterian Church, 2002)
- The Reason for God: Belief in an Age of Skepticism (Dutton Adult, February 2008)
- The Prodigal God: Recovering the Heart of the Christian Faith (Dutton Adult, November 2008)
- Counterfeit Gods: The Empty Promises of Money, Sex, and Power, and the Only Hope that Matters (Dutton Adult, October 2009)
- Generous Justice: How God's Grace Makes Us Just (Dutton Adult, November 2010)
- King's Cross: The Story of the World in the Life of Jesus (Dutton Adult, February 2011)
- The Meaning of Marriage: Facing the Complexities of Commitment with the Wisdom of God (Dutton Adult, November 2011)
- The Freedom of Self Forgetfulness: The Path to True Christian Joy (10Publishing, March 2012)
- Center Church: Doing Balanced, Gospel-Centered Ministry in Your City (Zondervan, September 2012)
- Every Good Endeavor: Connecting Your Work to God's Work (Dutton, November 2012)
- Galatians For You (The Good Book Company, February 2013)
- Judges For You (The Good Book Company, August 2013)
- Walking with God through Pain and Suffering (Dutton, October 2013)
- Encounters with Jesus: Unexpected Answers to Life's Biggest Questions (Dutton, 2013)
- Romans 1-7 For You (The Good Book Company, February 2014)
- Prayer: Experiencing Awe and Intimacy with God (Dutton, 2014)
- Romans 8-16 For You (The Good Book Company, February 2015)
- Preaching: Communicating Faith in an Age of Skepticism (Viking, June 2015)
- The Songs of Jesus: A Year of Daily Devotionals in the Psalms (Viking, November 2015)
- Making Sense of GOD: An Invitation to the Skeptical (Viking, 2016)
- Hidden Christmas: The Surprising Truth Behind the Birth of Christ (Viking, Nov 2016)
- God's Wisdom for Navigating Life: A Year of Daily Devotions in the Book of Proverbs (Viking, Nov 2017)
- The Prodigal Prophet: Jonah and the Mystery of God's Mercy (Viking, Oct 2018)